# Artemis Fowl: Det Arktiske Intermezzo
 For alternative betydninger, se Artemis Fowl. (Se også artikler, som begynder med Artemis Fowl)
Artemis Fowl: Det arktiske intermezzo (eng: Artemis Fowl and the Arctic Incident) er Eoin Colfer anden bog i serien om drengen Artemis Fowl, der på trods af sin unge alder, har en IQ der er langt større end de fleste mennesker. Bogen blev udgivet af Aschehoug, og senere genudgivet af Sesam og Carlsen. Den blev oprindeligt udgivet på engelsk i 2002 af Miramax.

## Handling
Artemis Fowl overtog familiens forbryderimperium efter hans far gik ned med sit skib. Nu er der dog noget der tyder på, at Artemis Fowl I overlevedede angebet, og nu bliver holdt som gidsel af den russiske mafia, som var ansvarlig for angrebet. Da Artemis Fowl finder ud af, at hans far stadig er i live, sætter han gang i en rednings aktion. han bliver dog stoppet af feen Holly Short og det Nedre Imperiums Sikkerhedspoliti eller NIS, der anklager ham for at hjælpe småtroldene i deres angreb mod feerne, men er det Artemis Fowl der står bag, eller er der en helt anden skurk på spil? både Holly Short og Artemis Fowl for brug for hinandens hjælp, hvis de skal løse de problemer de står overfor.